# Bosque nacional Cleveland
El bosque nacional Cleveland es un bosque nacional de los Estados Unidos que comprende 1900 km², en su mayoría de chaparral, con unas pocas áreas ribereñas. Hay bosques en las cimas superiores de las elevaciones de las montañas. El bosque se encuentra en el extremo sur de California. Es administrado por el Servicio Forestal de los Estados Unidos, una agencia gubernamental dentro del Departamento de Agricultura de Estados Unidos. Se divide entre Descanso, Palomar y los distritos regionales de Trabuco y se encuentra entre los condados de San Diego, Riverside y Orange.
El bosque nacional Cleveland fue creada el 1 de julio de 1908 con la consolidación del bosque nacional Trabuco Canyon y el bosque nacional San Jacinto. El 30 de septiembre de 1925 algunas áreas fueron transferidas  al bosque nacional San Bernardino.
El Bosque Nacional Cleveland fue el sitio del incendio de Cedar, el incendio forestal más grande en la historia de California, y el incendio de Santiago, iniciado en octubre de 2007. Ambos incendios consumieron muchas secciones de la zona, y pusieron muchas especies en peligro.    

## Distritos
- Distrito de Trabuco Ranger (en el norte del área).
  - Consiste principalmente entre las montañas Santa Ana y atravesada por la Carretera Ortega, que pasa por San Juan Capistrano hacia el lago Elsinore.
- Distrito de Palomar Ranger (cerca de la ciudad de Escondido).
  - Incluye la carretera "Highway to the Stars"  desde la Ruta Estatal 76 en la cima del monte Palomar.
- Distrito de Descanso Ranger (al este de la ciudad de El Cajón).

## Restricciones
Un Pase del Bosque Nacional es requerido para estacionarse en el bosque nacional Cleveland al igual que los otros bosques nacionales en el Sur de California, y pueden ser obtenidos a partir de los comerciantes locales, centros de visitantes, o en línea.

### Observatorios
- Palomar Observatory
- Mount Laguna Observatory